# منتخب غيانا لهوكي الحقل للسيدات
منتخب غيانا لهوكي الحقل للسيدات (بالإنجليزية: Guyana women's national field hockey team)‏ هو ممثل غيانا الرسمي في المنافسات الدولية في هوكي الحقل للسيدات
.